# Парк «Диск»
Парк «Диск» — невеликий парк у Голосіївському районі міста Києва, у місцевості Корчувате. Розташований між Столичним шосе та вулицею Набережно-Корчуватською.

## Історія
Свою назву сквер здобув від літнього кінотеатру «Диск», який знаходився у парку. Кінотеатр відкрили у 1957 році, він розмістився у старій реконструйованій будівлі. Всередині 1990-х років кінотеатр закрився, його будівля почала руйнуватися. На його місці планували звести культурно-духовний центр, проте ці плани так і не були втілені в життя і з 2001 року руїни кінотеатру законсервовані.
На території парку розташовані бювет артезіанської свердловини, поліклініка сімейної медицини та станція швидкої медичної допомоги.

## Пам'ятники
23 серпня 2014 року в парку за ініціативи місцевої громади встановили пам'ятний знак на честь героїв Небесної сотні. У травні 2017 року невідомі спаплюжили пам'ятник, обливши його жовтою фарбою.

## Галерея

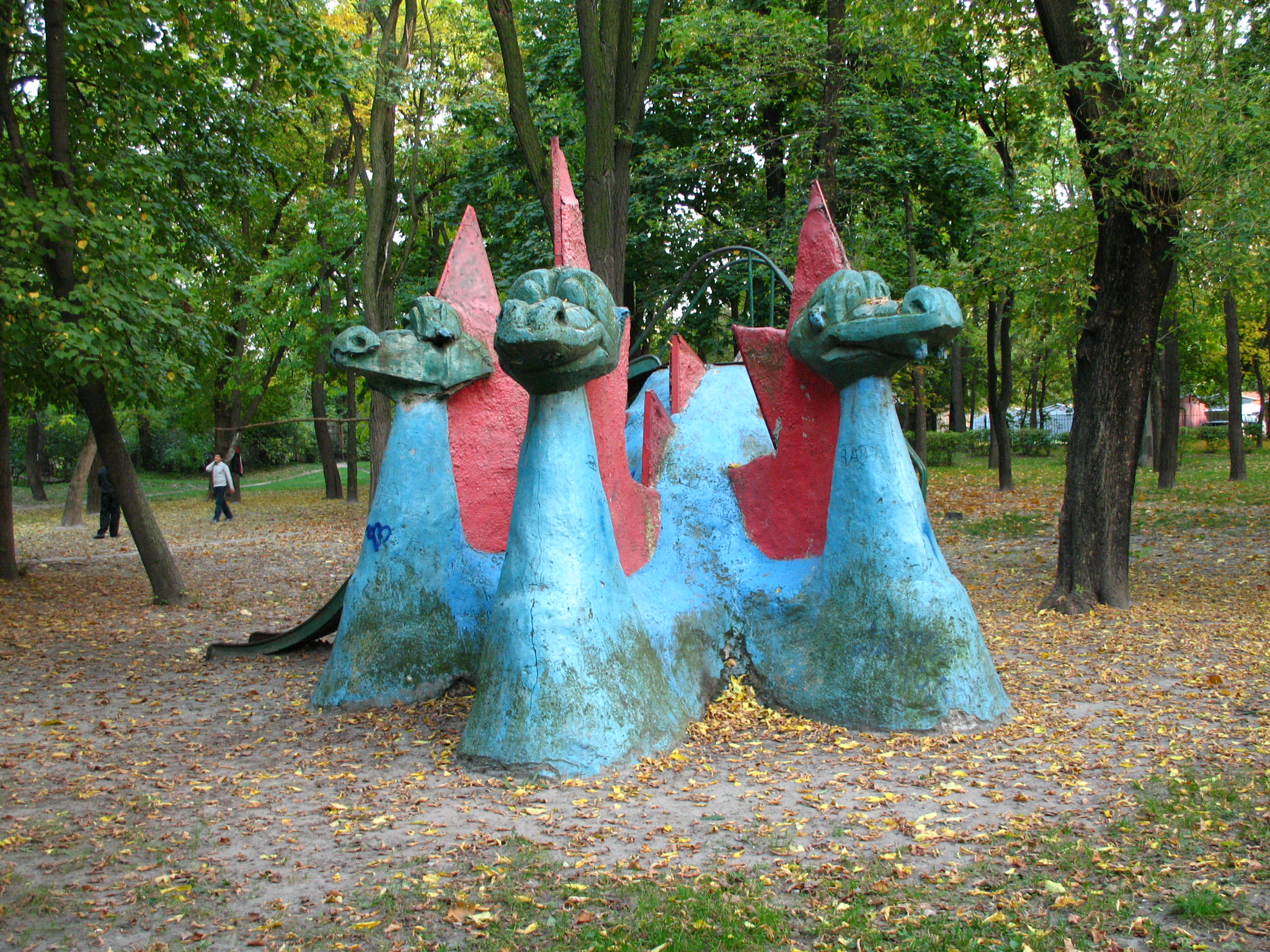
Парк «Диск», дитячий майданчик